# Ilion (New York)
Ilion è una località (village) degli Stati Uniti d'America nella Contea di Herkimer, nello Stato di New York. La popolazione era di 8.610 abitanti secondo il censimento del 2000. Il nome di Ilion deriva dall'antico nome della città di Troia.
Il Village di Ilion si trova all'estremo nord del comune di German Flatts.